# Врбань
Врбань (хорв. Vrbanj) — населений пункт у Хорватії, у Сплітсько-Далматинській жупанії у складі міста Старий Град.

## Географія
Воно розташоване в географічному центрі острова Хвар, на пагорбах між Старим Град та Єльзою. Розташування села домінує на більшій частині Старого міста.

## Назва
Назва села слов’янська і походить від слова «верба». Село згадується у 1331 році під цією назвою.

## Історія
Завдяки надзвичайно зручному розташуванню, це місце було заселено ще з доісторичних часів. Над селом розташований доісторичний форт пагорбу Грачіче. Римські знахідки були знайдені на місці самого села. Поруч із селищем розташована ділянка Гум - Святий Від з залишками доісторичної кам'яної купи та руїнами передроманської церкви св. Вида. Пізніше, поряд зі Старим Градом та Пітве, він є резиденцією найстаріших дворян та парафій. В кінці XIV і XV століть населення займалося суднобудуванням, що було сприятливим для економічногомісця, що розвиваються. 1475. Врбабін отримує свого пастора, який також є першим місцевим пастором на острові. Врбанґ є батьківщиною популярного лідера Матія Іванич на початку 16 - го століття. Йому і повстанню простих людей присвятили меморіальний парк в центрі села. У XV столітті мешканці Врбанга разом з мешканцями навколишніх сіл почали населяти область Врбоска.

## Культура
На північ від Дола - Варбоньж - ботанічний сад Катовіце.

### Сакральна архітектура
- Каплиця св. Косма і Даміан
- Каплиця св. Миколая
- Парафіяльна церква Святого Духа
- Kapela sv. Liberate

## Знаменитості
Люди, які народилися або народилися у Врбанге:
- Яків Братаніч (1912-2001), хорватський художник та історик мистецтва
- Мікі Братаніч, хорватський поет
- Яків Буратович (1846-1909), відомий хорватський емігрант, аргентинський військовий будівельник
- Матія Іванич (1445-1523), ватажок Хварського повстання
- Вінко Лушич Маткович (1861 - 1931), перший у Хорватії освічений офтальмолог, примаріус, засновник протитравматичної служби в Хорватії
- Пере Любіч (1901-1952), хорватський поет
- Тоні Павичич-Донкіч , хорватський марафон з плавання та художник
- Якша Рачич (1868-1943), мер Спліта 1929-1933 років.
- Івіца Стіпішич Стіпа (1971-1992), хорватський захисник(вулиця в Старому місті, Гвар носить його честь)
- Любо Стипішич Дельмата (1938–2011), хорватський музикант
- Златан Стіпішич Гібонні, хорватський музикант
- Анте Тресич Павичич, хорватський поет і політик
- Гелена Тресич Павичич, реставратор, експерт з реставрації каменю
- Іво Лусич, невролог, Примаріус, кафедра неврології КБК Спліт
- Петро Новак, ентомолог, фахівець із захисту рослин

## Населення
Населення за даними перепису 2011 року становило 498 осіб.
Динаміка чисельності населення поселення:

## Клімат
Середня річна температура становить 15,63 °C, середня максимальна – 27,84 °C, а середня мінімальна – 3,41 °C. Середня річна кількість опадів – 742 мм.
| Клімат поселення                              | Клімат поселення | Клімат поселення | Клімат поселення | Клімат поселення | Клімат поселення | Клімат поселення | Клімат поселення | Клімат поселення | Клімат поселення | Клімат поселення | Клімат поселення | Клімат поселення | Клімат поселення |
| Показник                                      | Січ.             | Лют.             | Бер.             | Квіт.            | Трав.            | Черв.            | Лип.             | Серп.            | Вер.             | Жовт.            | Лист.            | Груд.            |                  |
| Середній максимум, °C                         | 12,57            | 11,54            | 13,96            | 17,32            | 22,17            | 26,04            | 27,84            | 27,83            | 23,43            | 19,24            | 14,96            | 12,67            |                  |
| Середня температура, °C                       | 8,51             | 7,48             | 9,89             | 13,24            | 18,11            | 21,97            | 24,92            | 24,90            | 20,50            | 16,33            | 12,06            | 9,75             |                  |
| Середній мінімум, °C                          | 4,43             | 3,41             | 5,82             | 9,18             | 14,04            | 17,90            | 21,98            | 21,96            | 17,58            | 13,40            | 9,11             | 6,83             |                  |
| Норма опадів, мм                              | 73               | 60               | 66               | 61               | 49               | 39               | 25               | 42               | 62               | 83               | 97               | 85               |                  |
| Середньомісячна швидкість вітру, м/с          | 3.74             | 4.02             | 4.01             | 3.66             | 3.18             | 2.90             | 2.92             | 2.76             | 3.14             | 3.38             | 4.18             | 4.17             |                  |
| Середньомісячна сонячна радіація, кДж/м²·день | 5719             | 8449             | 12108            | 16566            | 20519            | 23366            | 24992            | 22076            | 16305            | 10620            | 6166             | 4796             |                  |
| --------------------------------------------- | ---------------- | ---------------- | ---------------- | ---------------- | ---------------- | ---------------- | ---------------- | ---------------- | ---------------- | ---------------- | ---------------- | ---------------- | ---------------- |
| Джерело:                                      |                  |                  |                  |                  |                  |                  |                  |                  |                  |                  |                  |                  |                  |